# 工蜂七型多管火箭
工蜂七型火箭系統係參考美國MLRS多管火箭系統的設計特色，進行研發。先期研發工作進行於民国七十三年至七十七年六月。

## 歷史
中華民國陸軍使用工蜂六型多管火箭後，滿意於其猛烈的火力與優異的性能，於民國七十二年行文要求中科院研發射程30公里的長程多管火箭-工蜂七型火箭系統，用為反登陸作戰砲兵射擊來犯船團泊地的主力武器。後因陸軍未能建案撥款，因而只完成工蜂七型火箭系統的先期研發。工蜂七型火箭系統先後曾進行火箭靜力試驗、飛行試驗，完成了各關鍵性技術與項目的研究發展，其性能較工蜂六型火箭系統明顯大幅提升。
惟因陸軍在工蜂七型開發時決定研製更大直徑的227公厘火箭，工蜂七型的發射架無法整合更大直徑的火箭，故最後並無進入「武器系統」的工程研發建案與量產服役，但相關技術由雷霆2000多管火箭系統繼承，研製182公厘火箭在雷霆2000上以MK-30火箭之名繼續沿用。

## 設計

### 彈藥
工蜂七型火箭的彈徑182公厘，全長3.9公尺，全重185公斤，以類似國造MK-15火箭的捲摺式尾翅穩定其飛行，推進機採7角星型壁結式HTPB組合藥柱，與燒蝕式模壓噴嘴，最大射程30公里。工蜂七型火箭的彈頭有碎片預成式高爆彈頭與雙效群子彈頭兩種，分別配置「近發式」與「遙控調時式」兩種引信使用。

### 載具
工蜂七型發射架以美製M997 8×8卡車為載具，發射架參考美國MLRS多管火箭系統發射架的概念、搖架上不設計「發射管組」，而設計為「發射彈箱」式，每具「發射彈箱」具有9根發射管，呈3×3排列，出廠時每根發射管中以氣密方式裝妥1發火箭，亦即每具「彈箱」內裝妥9發工蜂七型火箭，用為儲運、發射的基本單元。射擊前將「彈箱」吊上發射架的搖架，扣緊「彈箱」的鎖釋機構與插妥介合電纜，即完成裝彈作業可立即發射，不僅裝彈作業之操作得以簡化，並大幅節省裝彈所需的人力與時間。

## 性能
- 1、射程遠達30公里，超越當時國軍大多數自走與牽引式火砲的射程。
- 2、火箭彈彈著散布精度小於CEP 1%，達到當代砲兵火箭彈著精度的國際水準。
- 3、發射架採「發射彈箱」式，不僅簡化彈藥之儲存、運輸、裝填，且可裝填與發射其他火箭、飛彈之彈箱，而提升發射架的運用彈性。發射架自備吊具，能自主吊裝彈箱。
- 4、發射架採用軟體調平與駕駛室內按鈕發射，縮短系統反應時間。
- 5、火箭的推進機採用燒蝕式模壓噴嘴，不僅可增進推進機的安全可靠度，且簡化噴嘴的製作。
- 6、火箭的彈頭重量高達全彈的50%，投射效率與殺害、損毀效果極高。
- 7、火箭的彈頭有碎片預成式高爆彈頭與雙效群子彈頭兩種，前者能對目標爆布萬餘顆高碳鋼珠，後者能在目標上空撒布數百枚子彈頭，每枚子彈頭引爆時各自產生穿甲與碎片殺害效果，殺害、損毀效果猛烈且面積廣大。
- 8、研發「近發式」與「遙控調時式」引信（以前各型火箭皆為「著發式」引信），分別配置於碎片預成式高爆彈頭與雙效群子彈頭使用，能大幅提升彈頭的殺害與損毀效果。